# ای‌ام جنرال
ای‌ام جنرال (انگلیسی: AM General) شرکت خودروساز آمریکایی واقع در ساوت بند ایالت ایندیانا است که با ساخت خودروهای هامر و هاموی در میشواکا شناخته می‌شود. این شرکت برای مدتی کوتاه در دهه هفتاد میلادی به تولید اتوبوس‌های شهری می‌پرداخت. این کمپانی همچنین برای مدتی به تولید مرسدس بنز آر کلاس مشغول بود.

## تاریخچه
ریشه‌های ای‌ام جنرال به سال ۱۹۰۳ و شرکت «استاندارد ویل» بر می‌گردد. آن شرکت پس از مدتی به «کیزر جیپ» تغییر نام داد. در سال ۱۹۷۰ کیزر جیپ توسط امریکن موتورز خریداری شد و به «ای‌ام جنرال» تغییر نام داده‌شده تا به تولید خودروهای نظامی بپردازد.

## هاموی و هامر

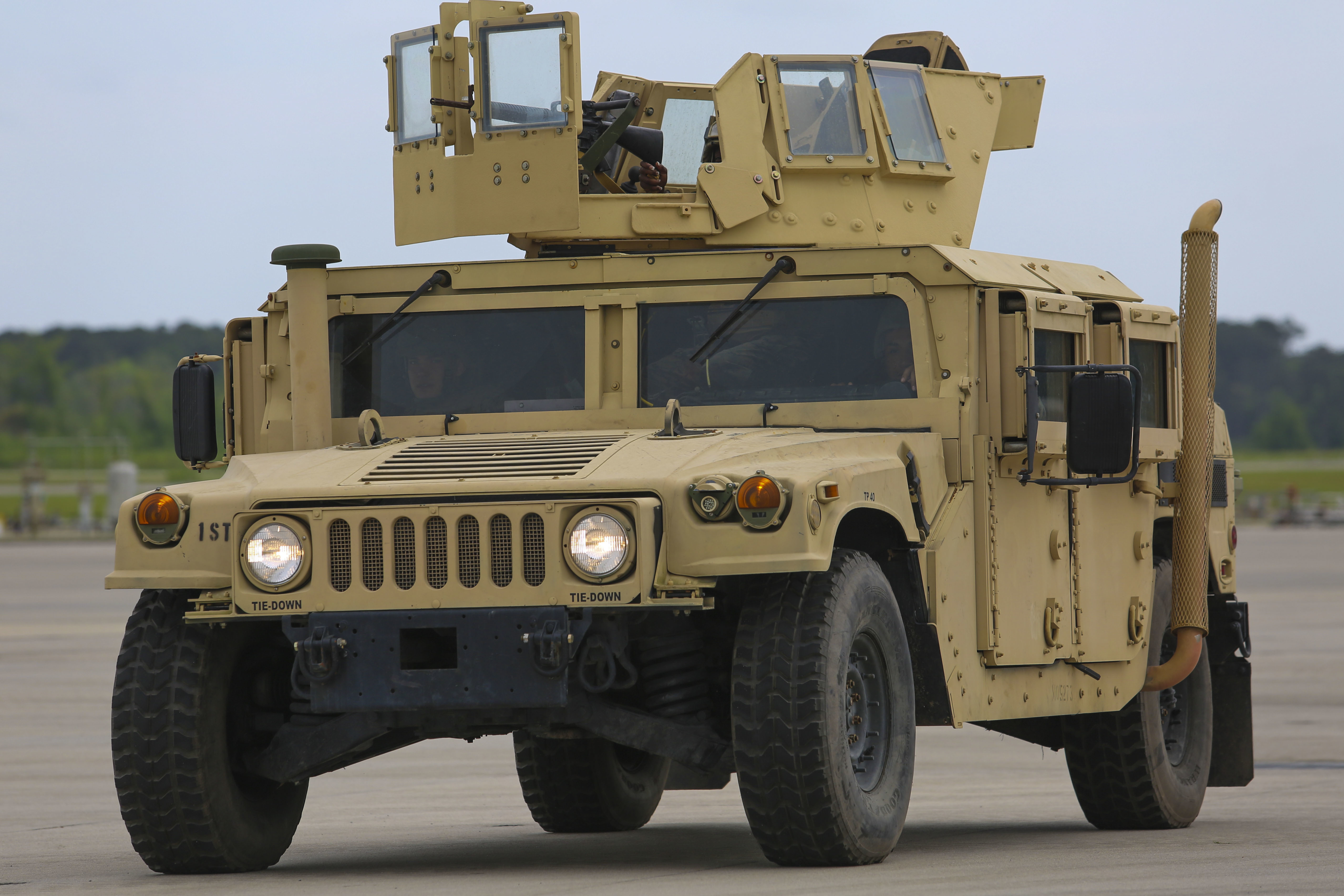
خودروی هاموی در سال ۲۰۱۵

ای‌ام جنرال در سال ۱۹۸۳ تولید خودروی نظامی هاموی را برای ارتش آمریکا آغاز کرد تا جای خالی جیپ ویلیس را پر کند. در سال ۱۹۹۲ نسخه غیرنظامی این خودرو تحت عنوان هامر به عموم عرضه شد. در سال ۱۹۹۹، حقوق نام هامر توسط جنرال موتورز خریداری شد، اما ای‌ام جنرال به تولید آن ادامه‌می‌داد و جنرال موتورز وظیفه بازاریابی را بر عهده داشت.